# Abbey Lee
Abbey Lee, all'anagrafe Abbey Lee Kershaw (Melbourne, 12 giugno 1987), è una modella e attrice australiana.

## Biografia
Dopo aver vinto nel 2004 il concorso di bellezza Girlfriend Model Search ed essersi trasferita da Melbourne a Sydney, Abbey Lee ottiene un contratto con l'agenzia di moda Chic Management, e compare nelle campagne pubblicitarie di Gucci, D&G e CK Jeans. La modella viene inoltre fotografata per editoriali di varie riviste, tra cui V, Numéro, Vogue Cina e W, oltre che sulle copertine di Vogue Australia, V e Dazed. Lavora tra i vari fotografi anche con Inez van Lamsweerde, Vinoodh Matadin, Nick Knight, Mario Testino, Steven Meisel e Craig McDean.
Si classifica al quinto posto (a pari merito con Karlie Kloss) nella lista delle Migliori 50 Top Model, stilata dal sito models.com. Nel 2008 partecipa alla sfilata di moda di Victoria's Secret a Miami. Durante la stagione primavera/estate 2009 la modella riceve una certa attenzione mediatica per essere svenuta durante la sfilata di Alexander McQueen nel corso della settimana della moda di Parigi, ufficialmente a causa di un corsetto troppo stretto.
Nel 2009 partecipa alla Settimana della moda di New York sfilando per Philip Lim, Michael Kors, Alexander Wang, Altuzarra, Donna Karan, Jason Wu, Marc Jacobs, Ralph Lauren, Zac Posen; apre le sfilate di Milly by Michelle Smith e chiude quelle di Badgley Mischka e Willow. Seguono gli eventi di Milano e Parigi, nei quali è una delle modelle più richieste dagli stilisti. Nello stesso anno appare senza veli insieme alla collega Catherine McNeil nell'editoriale di agosto di Vogue Australia, che celebra i cinquant'anni della rivista. Il 19 novembre partecipa al Victoria's Secret Fashion Show, sfilando per la linea Pink del celebre marchio statunitense. Compare inoltre sul numero autunnale della rivista i-D.
A dicembre partecipa, insieme ad altre colleghe, ad un particolare editoriale di Vogue Italia dedicato alla piattaforma di microblogging Twitter: le foto, ad opera di Steven Meisel, vengono scattate in bassa qualità per emulare i post degli utenti del celebre social network. Partecipa (insieme a Freja Beha Erichsen) alla campagna pubblicitaria di Chanel autunno/inverno 2010-2011, e diventa inoltre il volto delle campagne pubblicitarie di Versace e del profumo Flora by Gucci e Fan di Fendi. Nel 2010 e nel 2011 è una delle protagoniste del Calendario Pirelli, nel quale posa senza veli fotografata da Terry Richardson.
Nel 2015 esordisce come attrice nel quarto film della saga di Mad Max, Mad Max: Fury Road, diretto da George Miller. Nel 2016 è nel cast di Gods of Egypt. Sempre nel 2016 partecipa al film La festa prima delle feste (Office Christmas Party) ed è uno dei personaggi principali dell'horror-thriller The Neon Demon, diretto da Nicolas Winding Refn e presentato al Festival di Cannes. Nel 2020 ha interpretato Christina Braithwaite nella serie televisiva horror Lovecraft Country - La terra dei demoni, prodotta da HBO.
Nel 2023 è nel cast della miniserie Florida Man.

## Agenzie
- Chic Management – Sydney
- NEXT Management – Londra, Los Angeles, Milano, New York, Parigi
- 2pm Model Management – Copenaghen

## Filmografia

### Cinema
- Submission, regia di Martina Amanti – cortometraggio (2011)
- Mad Max: Fury Road, regia di George Miller (2015)
- Ruben Guthrie, regia di Brendan Cowell (2015)
- Caprice, regia di Roi Cydulkin (2015)
- Snowbird, regia di Sean Baker – cortometraggio (2016)
- Gods of Egypt, regia di Alex Proyas (2016)
- La festa prima delle feste (Office Christmas Party), regia di Will Speck e Josh Gordon (2016)
- The Neon Demon, regia di Nicolas Winding Refn (2016)
- 1% - I fuorilegge (Outlaws), regia di Stephen McCallum (2017)
- Maverick, regia di Cara Stricker – cortometraggio (2017)
- La torre nera (The Dark Tower), regia di Nikolaj Arcel (2017)
- Elizabeth Harvest, regia di Sebastian Gutierrez (2018)
- Welcome the Stranger, regia di Justin Kelly (2018)
- To the Night, regia di Peter Brunner (2018)
- Lux æterna, regia di Gaspar Noé (2019)
- The Vandal, regia di Eddie Alcazar (2021)
- Old, regia di M. Night Shyamalan (2021)
- The Forgiven, regia di John Michael McDonagh (2021)
- Horizon: An American Saga - Capitolo 1 (Horizon: An American Saga - Chapter 1), regia di Kevin Costner (2024)
- Killer Heat (2024)

### Televisione
- Lovecraft Country - La terra dei demoni (Lovecraft Country) – serie TV, 9 episodi (2020)
- Florida Man  - Mini serie TV in onda su Netflix (2023)

## Doppiatrici italiane
Nelle versioni in italiano delle opere in cui ha recitato, Abbey Lee è stata doppiata da:
- Francesca Manicone in Gods of Egypt, Old
- Valentina Favazza in Lovecraft Country - La terra dei demoni, Horizon: An American Saga - Capitolo 1
- Giorgia Brasini in Mad Max: Fury Road
- Gaia Bolognesi ne La festa prima delle feste
- Tiziana Martello in The Neon Demon
- Erica Necci ne La torre nera
- Annalisa Usai in Florida Man